# Cours Léopold
Le cours Léopold est une place de Nancy rendant hommage à Léopold Ier de Lorraine, un des plus grands ducs de Lorraine et père du dernier duc de Lorraine régnant et issu de la maison de Lorraine.

## Situation et accès
Le cours Léopold se trouve parallèle et entre le boulevard Albert 1er et la rue d'Amerval, il est bordé tant par des habitations que le campus Droit, économie, gestion de l'Université de Lorraine. C'est l'un des grands axes pour pénétrer au cœur de la ville de Nancy en arrivant du nord. Il dessert la Vieille ville et arrive près de la gare du centre-ville. C'est aussi l'un des lieux de stationnement aérien pour les voitures.

## Origine du nom
Cette voie honore Léopold de Lorraine (1679-1729).

## Historique
Créé sur l'emplacement des fossés de la Ville-Vieille en 1778 et planté d'arbres en 1806 le cours est une longue esplanade d'une longueur totale de 630 mètres. La première partie est plantée d'allées d'arbres sur une longueur de 470 mètres pour une largeur de 120 mètres, l'extrémité non arborée fut nommée place Carnot à la fin du XIXe siècle, elle est longue de 160 mètres pour une largeur de 125 mètres. L'ensemble forme l'une des plus vastes places de France avec 7,6 hectares.
Après avoir porté le nom de « rue de Stainville » (à cause de la porte Neuve), « rue Neuve du boulevard », « cours de la Liberté » en 1791, « cours Bourbon » en 1815, « cours d'Orléans » en 1830, « cours Béranger » en 1848, « cours Drouot » en 1850 la voie devient le « cours Léopold » depuis 1852.
La longue perspective des façades et des allées de marronniers aboutissent à la porte Désilles, ancienne porte de Stainville. Bien qu'agrémenté de demeures du XVIIIe au XXIe siècle, le cours conserve son ordonnancement original avec un subtil mélange de styles architecturaux notamment l'école de Nancy ou historiciste avec le palais de l'université de Nancy.
Le cours Léopold est parfois surnommé « les Champs-Élysées de Nancy », (l'avenue des Champs-Élysées étant une importante artère de Paris).

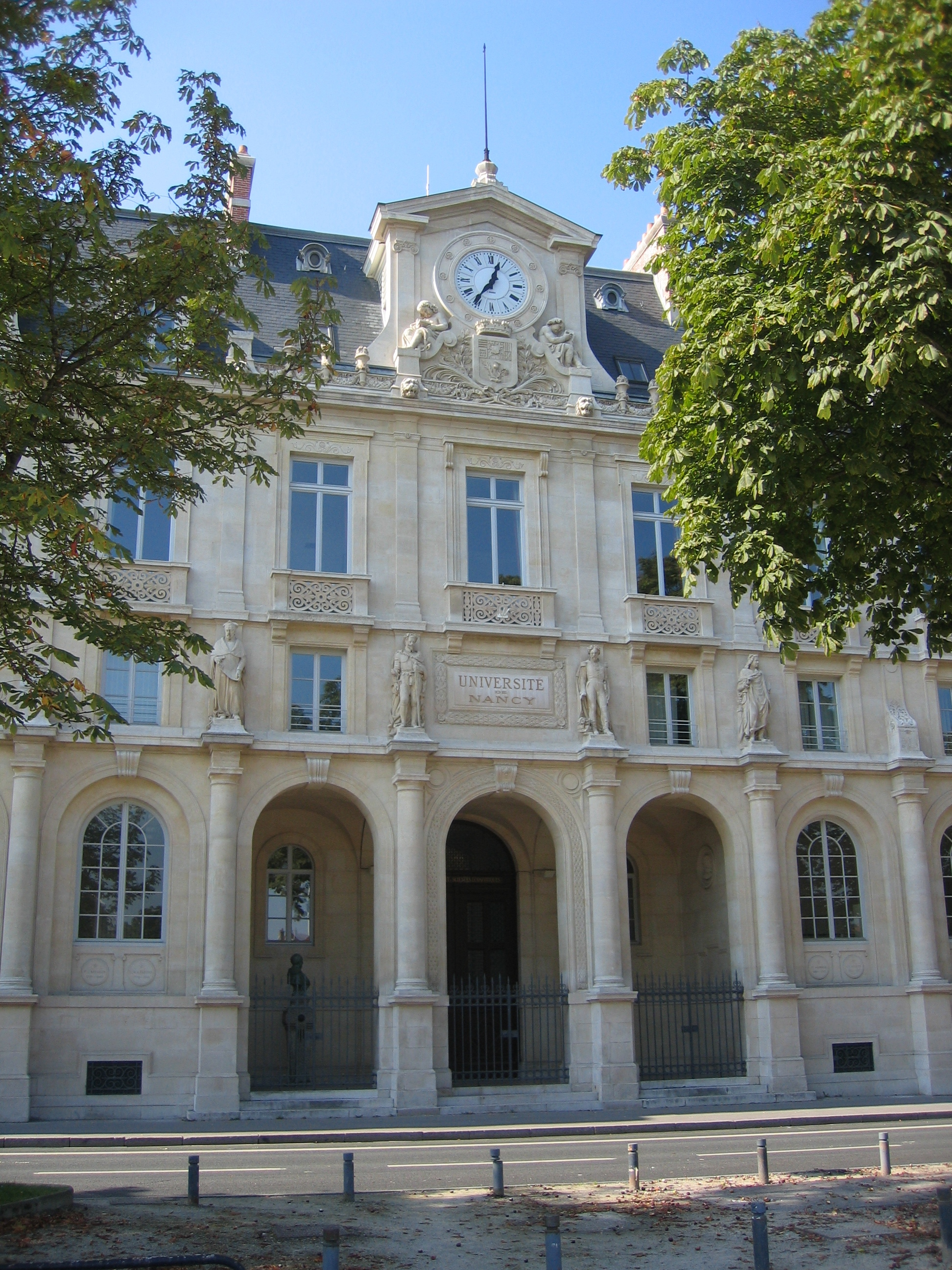
Université de Nancy : campus de droit et d'économie
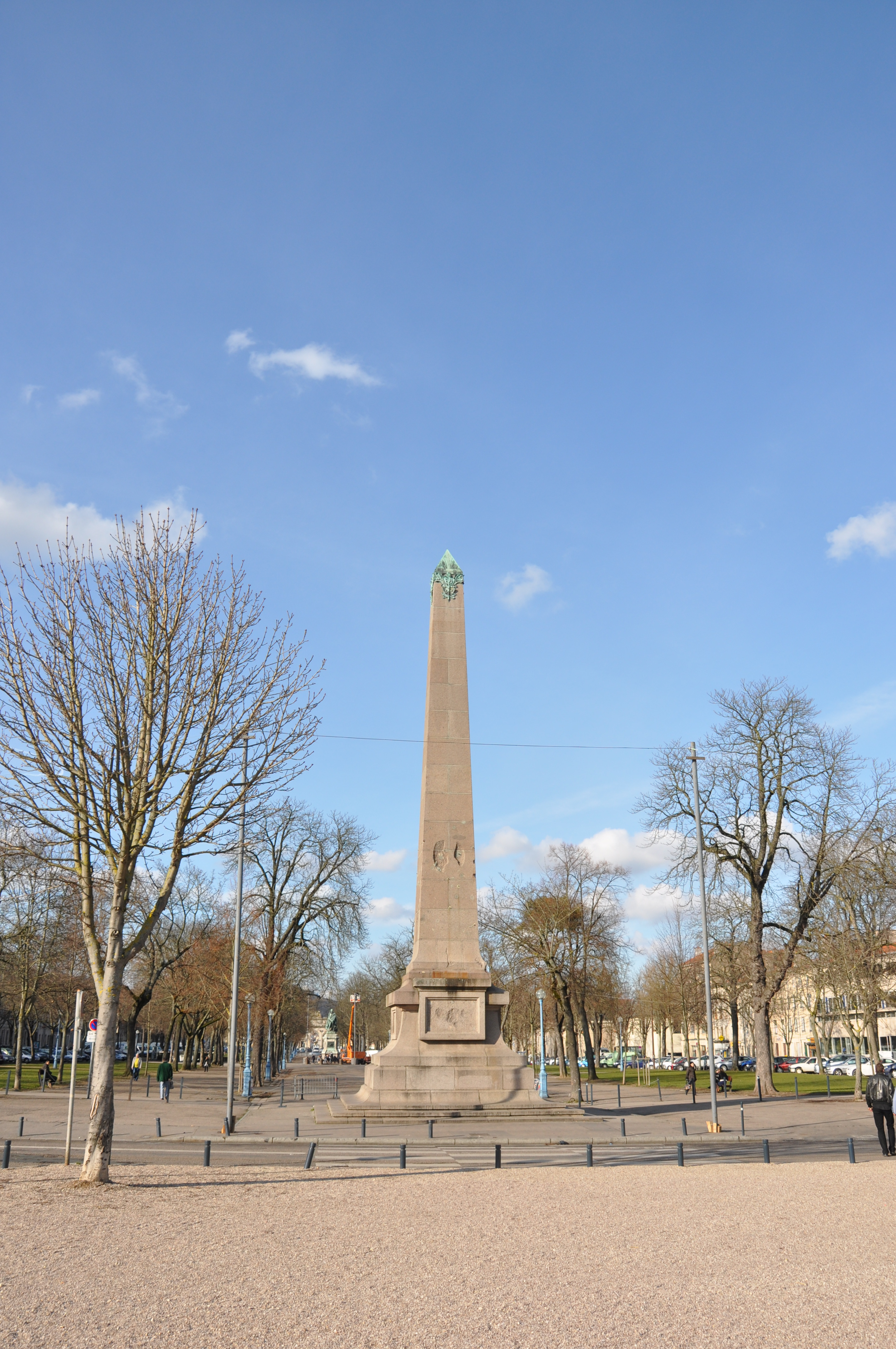
L'obélisque de Nancy.
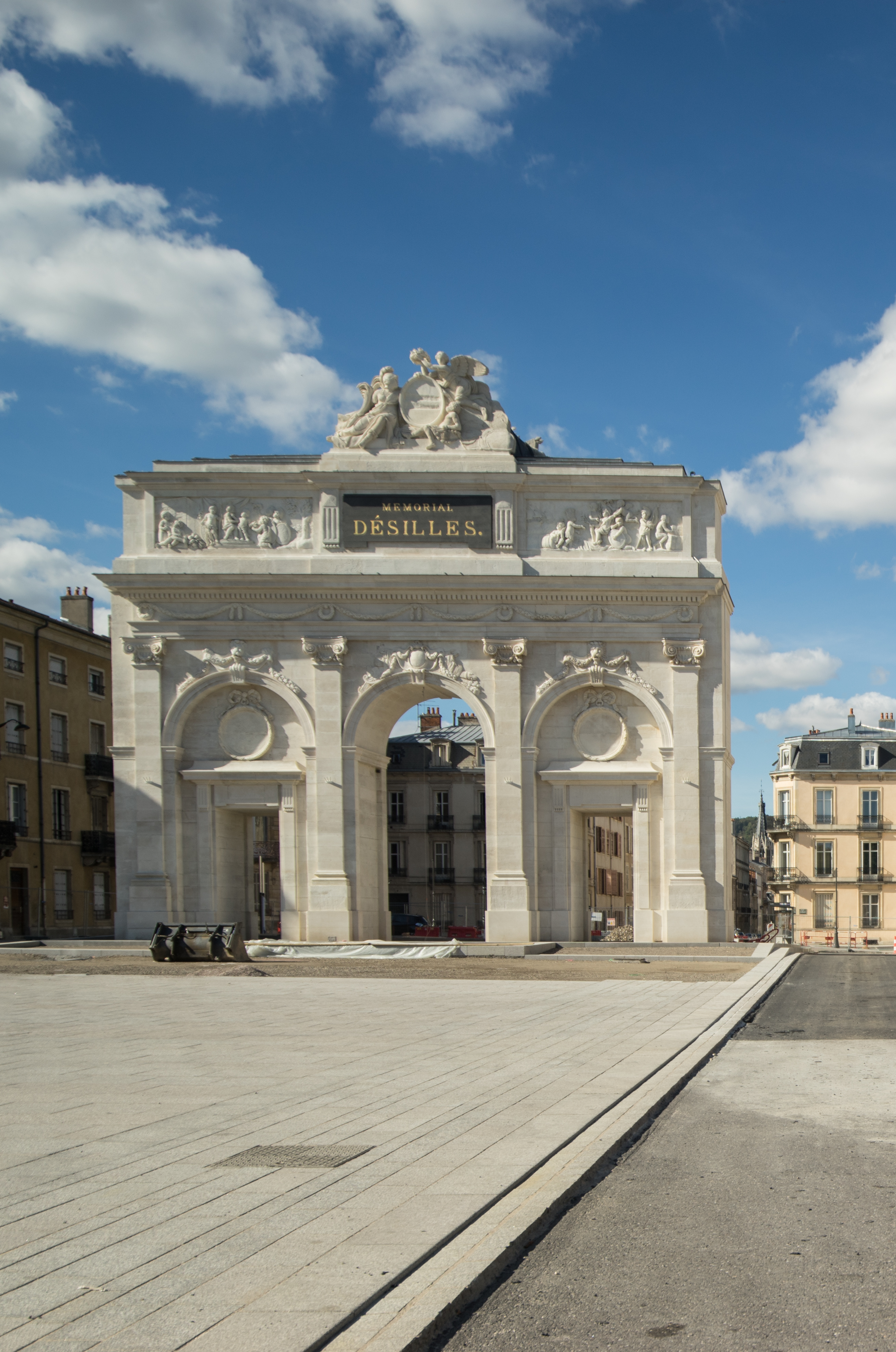
Porte Désilles, à l'extrémité nord du cours.
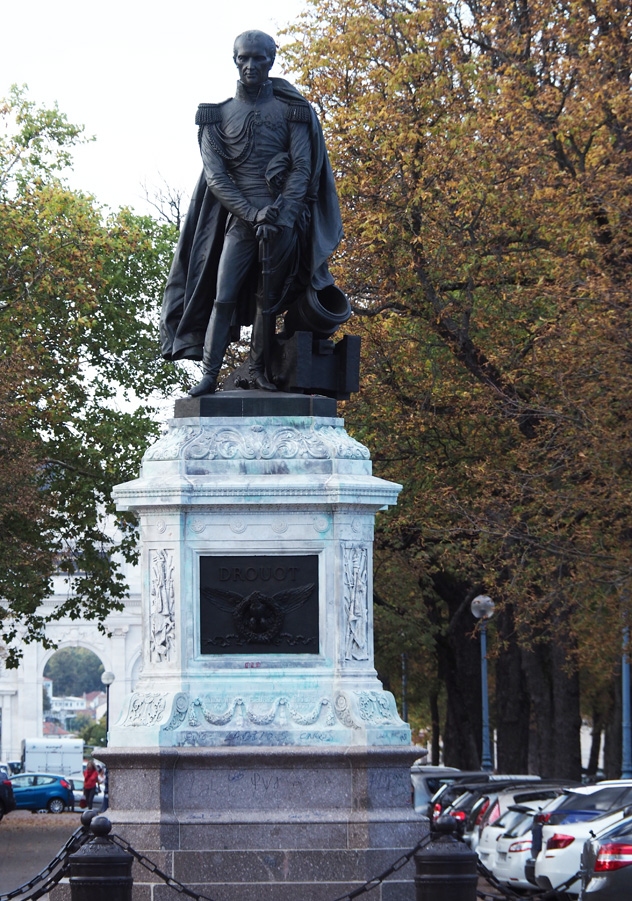
Statue du Général Antoine Drouot.

## Bâtiments remarquables et lieux de mémoire

### Bâtiments remarquables
- n° 19 : Lycée Notre-Dame Saint-Sigisbert, l'un des principaux lycées nancéiens, doté d'une remarquable chapelle néo-gothique.
- n°30, 36 immeubles construits en 1910 par l’architecte Fernand César

- n°40 immeuble Kempf [5],[6]
inscrit au titre des monuments historiques par arrêté du 15 janvier 1975[7]

construit en 1904 par les architectes Félicien César et Fernand César
- n°48 immeuble construit par Lucien Weissenburger
inscrit au titre des monuments historiques par arrêté du 3 août 1976[8].

- n°50 Maison Bloch construite par Charles-Désiré Bourgon
inscrite au titre des monuments historiques par arrêté du 16 décembre 2004[9].

- n°52 Maison Chardot construite par Lucien Weissenburger
inscrite au titre des monuments historiques par arrêté du 29 juillet 1976[10].

- n°54 immeuble
inscrit au titre des monuments historiques par arrêté du 16 juillet 2001 pour la verrière de Jacques Grüber[11].

- n°70 immeuble construit en 1911 par l’architecte Fernand César

- GEC : ancien Groupe des Etudiants Catholiques
qui fut très longtemps un foyer étudiant jésuite[12], doté d'une chapelle du début du XXe siècle.

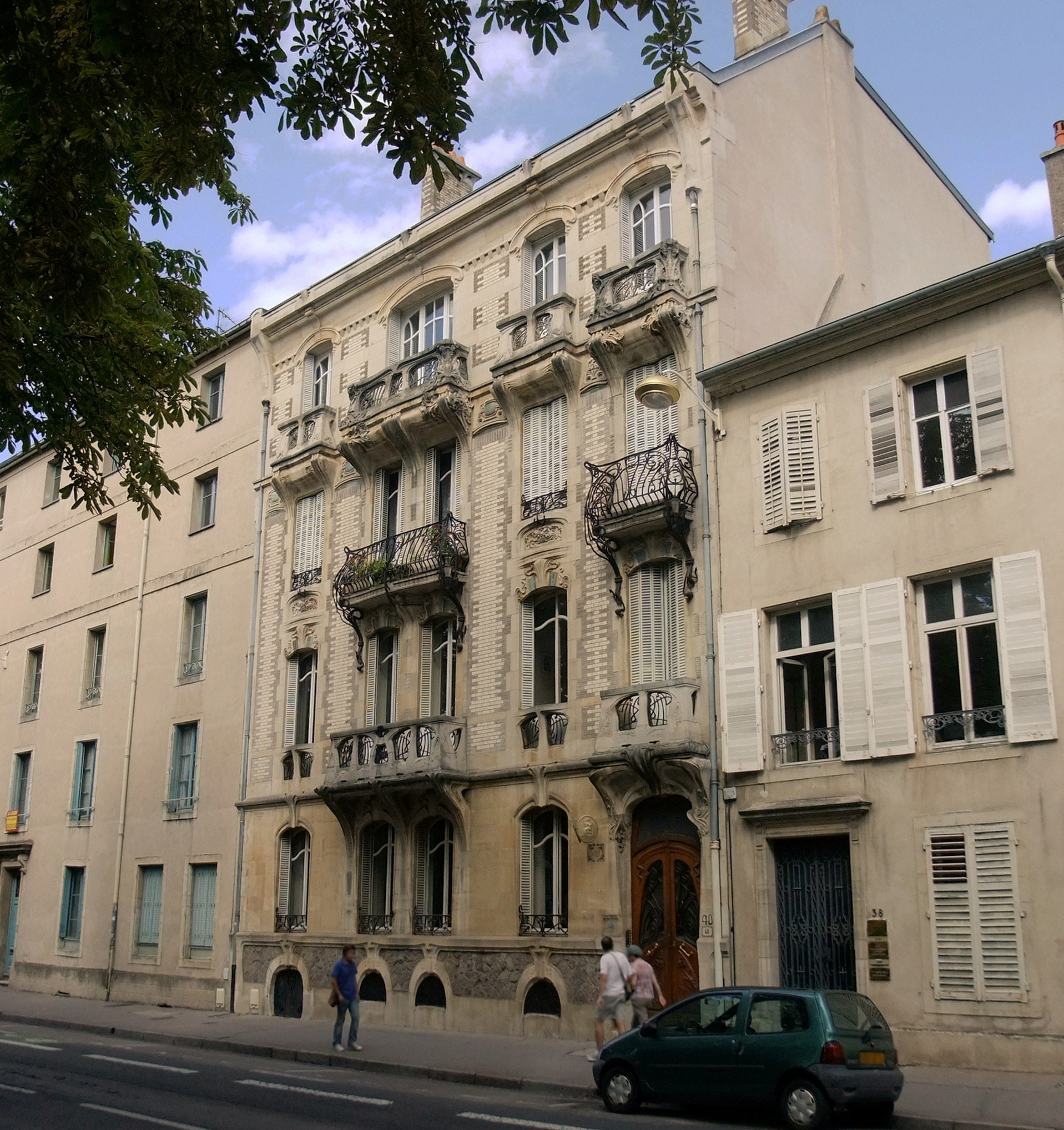
Façade classée du no 40.
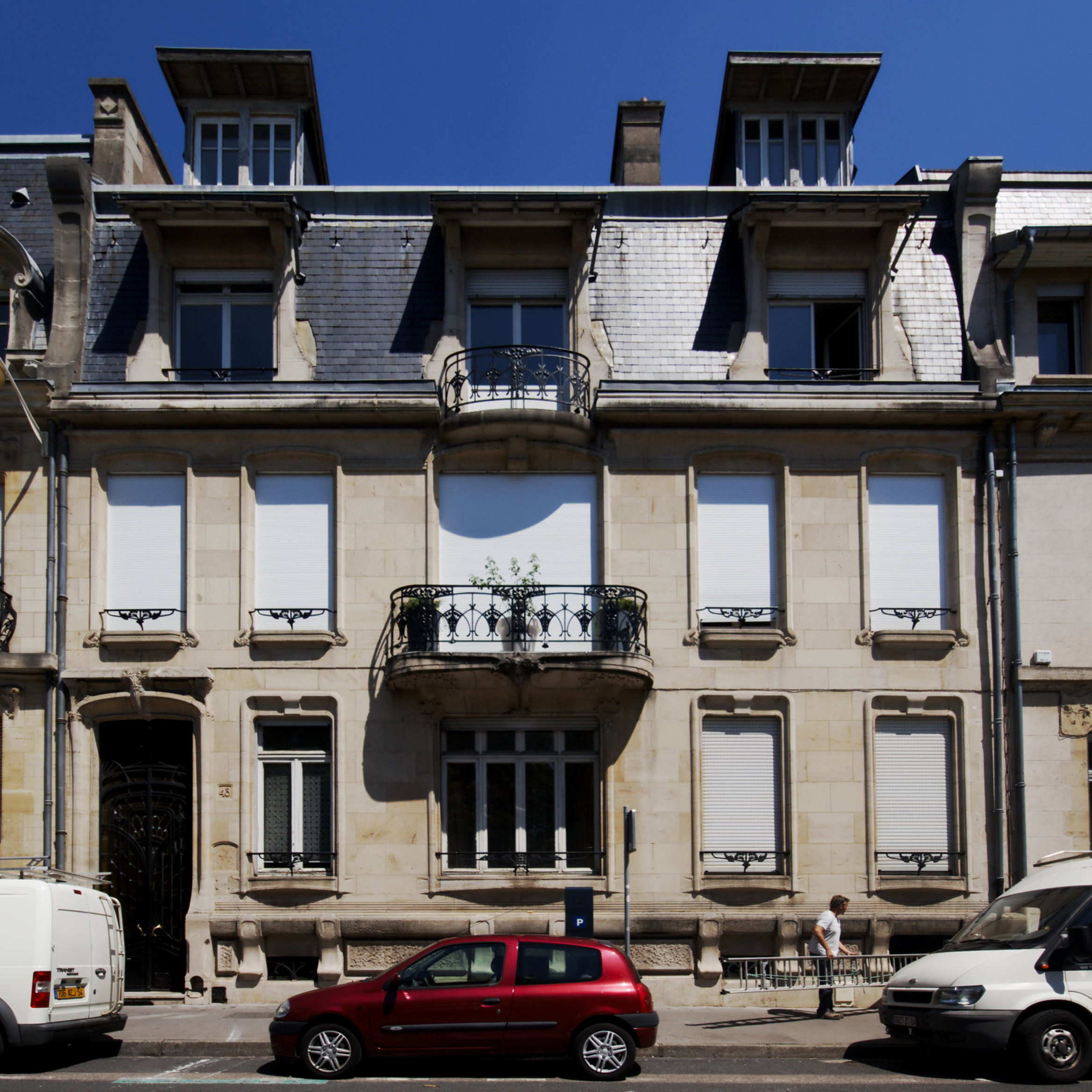
Façade classée du no 48.
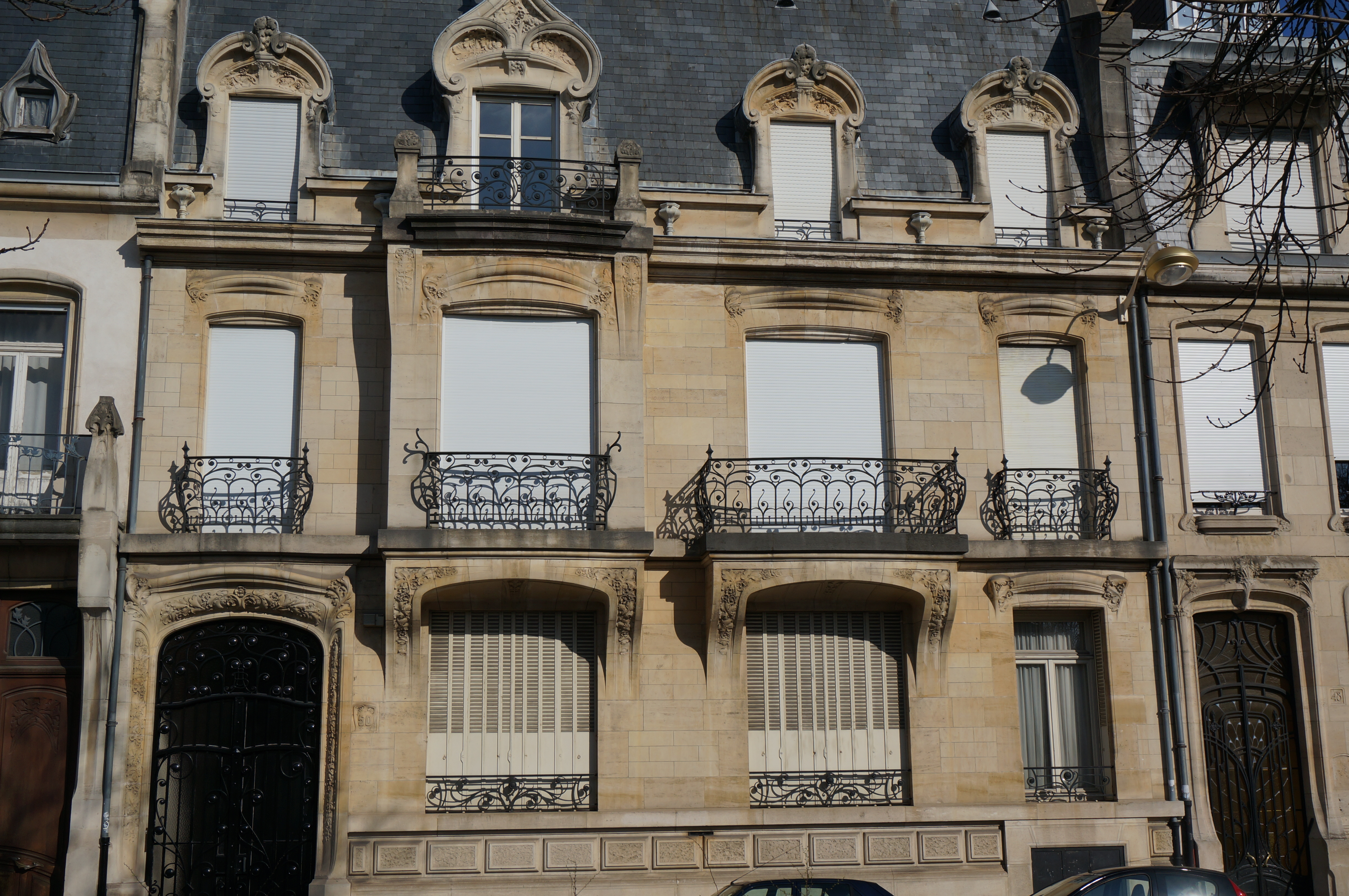
Façade classée du no 50 (maison Bloch).
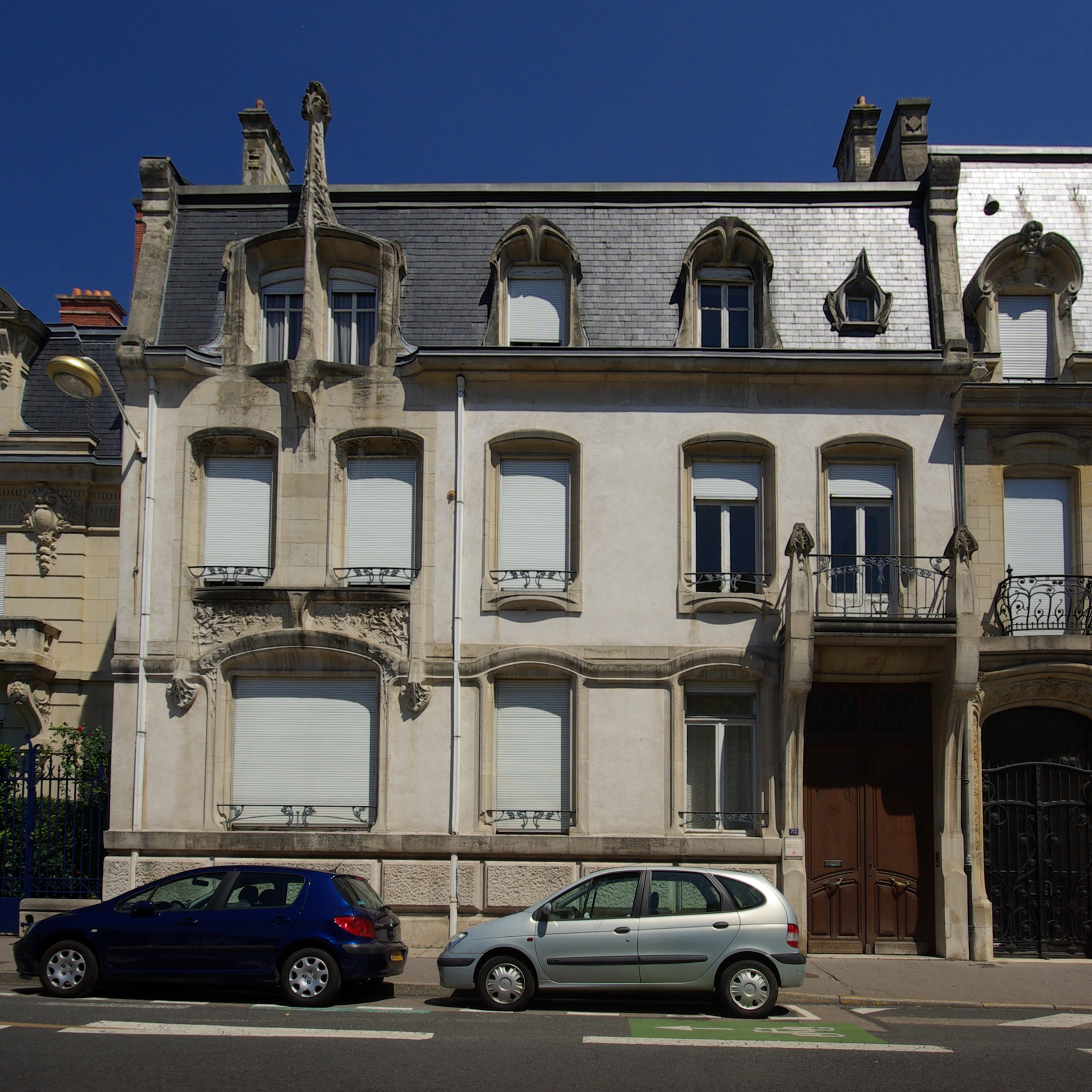
Façade classée du no 52.

### Manifestations
C'est sur cette place que se déroule la foire attractive de Nancy, durant le mois d'avril, et les représentations du cirque Arlette Gruss, de fin octobre à début novembre.